# Cary Fukunaga
Cary Joji Fukunaga (Oakland, California, 10 de julio de 1977) es un director, guionista y director de fotografía estadounidense. Es conocido por dirigir y escribir el guion de la película Sin nombre (2009), por la que obtuvo el premio al mejor director en el Festival de Cine de Sundance, por dirigir la cinta Jane Eyre (2011) y por dirigir y producir la serie True Detective (2014), por la que ganó un Premio Primetime Emmy a la mejor dirección de una serie dramática.

## Biografía
Fukunaga nació en la ciudad de Oakland, California, hijo de padre japonés y madre sueca. Sus comienzos en el mundo del cine fueron como asistente de cámara, y más adelante solicitó entrar en la escuela de cine. Se graduó en Historia en la Universidad de California en el año 1999, asistió al Instituto de Estudios Políticos de Grenoble y completó el Programa de Cine de la Universidad de Nueva York.

## Trayectoria

### Cortometrajes
Fukunaga escribió y dirigió el corto Victoria para Chino (2004) mientras estudiaba en la Universidad de Nueva York. Dicho corto se proyectó en el Festival de Cine de Sundance y le valió un Student Academy Award en 2005. También se hizo con varios premios al mejor cortometraje dirigido por un estudiante en el Festival de Cine de Austin de 2004 (Audience Award for Best Narrative Student Short Film), el Festival de Cine Independiente de Ashland de 2006 (Best Student Film), el Festival de Cortometrajes de Aspen de 2005 (BAFTA/LA Award for Excellence - Honorable Mention), el BendFilm Festival de 2005 (Best Student Film), el Festival de Cine Gen Art de 2005 (Best Short Film, Audience Award for Best Short Film), el Festival Internacional de Cine de Milán de 2005 (Best Student Film) y el Festival de Cine de Woodstock de 2004 (Jury Prize for Best Student Short).
Asimismo, Fukunaga ha escrito y dirigido los cortometrajes Kofi (2008), un corto en blanco y negro; y más recientemente, Sleepwalking in the Rift (2012), descrito como una película en color sobre «una joven que, en su primera visita a África Oriental, cruza su camino con un guarda forestal, que será su guía. Los dos tienen algo en común, una luz que parpadea dentro de ambos». El director también escribió y dirigió un segmento del proyecto cinematográfico Chinatown Film Project (2009).

### Largometrajes

#### Sin nombre
Fukunaga debutó con su primer largometraje en 2009: Sin nombre, del que fue guionista y director. La película recibió un gran número de galardones, entre ellos el premio al mejor director en el Festival de Cine de Sundance de 2009 y el premio al mejor director revelación en el Festival Internacional de Cine de Edimburgo de 2009. Ese mismo año, el filme fue premiado en la categoría de mejor película de habla no inglesa por la Austin Film Critics Association y obtuvo premios en los Dallas-Fort Worth Film Critics Association Awards, Florida Film Critics Circle Awards, San Diego Film Critics Society Awards (segundo lugar en la categoría de mejor película de habla no inglesa) y Washington D. C. Area Film Critics Association Awards. Por su parte, el director de fotografía, Adriano Goldman, ganó el premio a la fotografía en el Festival de Cine de Sundance de 2009. En el Festival de Cine de Estocolmo del mismo año, Edgar Flores se llevó el premio al mejor actor y Fukunaga se alzó con el galardón al mejor director revelación y el premio de la FIPRESCI. Un año después, Fukunaga obtendría un Premio ACE al mejor debut en cine.
Sin nombre también estuvo nominada en los Independent Spirit Awards de 2010 (mejor largometraje, mejor director y mejor fotografía), los British Independent Film Awards de 2009 (mejor película extranjera), los Broadcast Film Critics Association Awards de 2010 (mejor película de habla no inglesa), los Chicago Film Critics Association Awards de 2009 (director más prometedor, mejor película de habla no inglesa), los Image Awards (mejor película), el Festival de Cine de Estocolmo de 2009 (caballo de bronce) y el Festival de Cine de Sundance de 2009 (gran premio del jurado).

#### Jane Eyre
En 2010, Fukunaga dirigió una nueva adaptación cinematográfica de la novela homónima de Charlotte Brontë, Jane Eyre, protagonizada por Mia Wasikowska, Michael Fassbender, Jamie Bell y Judi Dench. La película se estrenó en 2011 y fue nominada a un Óscar al mejor vestuario por el diseño de vestuario de Michael O'Connor y un Premio Goya a la mejor película europea. También obtuvo una nominación en la categoría de mejor diseño de vestuario en los Premios BAFTA 2012 y en los premios de la Broadcast Film Critics Association de 2012. En 2011, el filme estuvo nominado en esta misma categoría en los Premios Phoenix Film Critics Society y los Premios Satellite. Al año siguiente, Jane Eyre resultó nominada en los Costume Designers Guild Awards (Excellence in Period Film) y los Evening Standard British Film Awards (Best Technical Achievement). Por otra parte, tanto el Instituto de Cine Australiano en 2012 como los British Independent Film Awards de 2011 nominaron a Mia Wasikowska en la categoría de mejor actriz. El guion y la guionista de la película, Moira Buffini (al igual que la novelista Charlotte Brontë) también fueron nominados al USC Scripter Award en 2012.
Por su papel en esta y otras películas de 2011, como Shame, Un método peligroso y X-Men: primera generación, el actor protagonista Michael Fassbender se alzó con el premio al mejor actor de la LAFCA, del National Board of Review de 2011, de la Central Ohio Film Critics Association, de los Evening Standard British Film Awards (junto con Shame), así como un Premio San Jorge de Cine al mejor actor en película extranjera (también por su trabajo en Un método peligroso y X-Men: primera generación).

### Televisión

#### True Detective
Fukunaga ha trabajado como director y productor ejecutivo de los ocho episodios de la primera temporada de True Detective (2014), serie de la HBO escrita y creada por el novelista, escritor de ficción y guionista Nic Pizzolatto. La serie, protagonizada por Matthew McConaughey, Woody Harrelson y Michelle Monaghan, ha sido un éxito de crítica y cuenta con cinco nominaciones en los Premios Primetime Emmy, entre ellos el premio a la mejor serie dramática y el premio a la mejor dirección en una serie dramática.

### Proyectos
En mayo de 2011 se anunció que Fukunaga dirigiría y colaboraría en el guion de la película No Blood, No Guts, No Glory. Esta estaría basada en un guion no producido que Chase Palmer escribió en 2009 y trataría sobre «un espía y 20 soldados que van a bordo de un tren de Georgia para dar con un botín que podría significar el fin de la guerra civil». Sin embargo, en 2012 el director aseguró que ya no estaba participando en este proyecto.
Su próximo largometraje podría haber sido Spaceless, una historia de amor y ciencia ficción llena de giros inesperados. El guion original no producido pertenecía al guionista Jeff Vintar (Yo, robot), y era un proyecto predilecto del director Gore Verbinski, que produciría la cinta para Universal Pictures. No obstante, la visión de Fukunaga se alejaba demasiado de la idea original de Vintar, y finalmente el propio Verbinski quedó establecido como director del guion original.
Por otro lado, Warner Bros eligió a Fukunaga para desarrollar, dirigir y escribir una nueva adaptación de la novela It de Stephen King, que se dividiría en dos películas. Pasado un tiempo Fukunaga decidiría abandonar el proyecto por discrepancias con la productora, siendo sustituido como director  por Andrés Muschietti.
Otro proyecto de Fukunaga como director y guionista es la película Beasts of No Nation, basada en la novela homónima de Uzodinma Iweala. El actor Idris Elba interpretaría a El Comandante, el líder de un grupo de niños soldados.
Fukunaga ha sido seleccionado para dirigir la nueva película del Agente 007, No Time to Die, la que sería la última cinta en con Daniel Craig interpretando a James Bond. Su estreno estaba previsto para febrero de 2020, pero se retrasó hasta noviembre debido a la pandemia de COVID-19.

## Vida privada
En la actualidad, Fukunaga reside en Nueva York, pero anteriormente vivió en Francia y Japón. Ha sido beneficiario de varias becas, entre ellas una beca de investigación de la Fundación Rockefeller, el Premio de Cine John H. Johnson, de la Fundación Princesa Grace y una beca de la Fundación de Katrin Cartlidge. Además de hablar inglés, Fukunaga domina el español y el francés.

## Filmografía
| Año  | Título                                                       | Director | Guionista | Director de fotografía | Productor ejecutivo | Notas |
| ---- | ------------------------------------------------------------ | -------- | --------- | ---------------------- | ------------------- | --- |
| 2003 | Kofi                                                         | Sí       | Sí        |                        | Sí                  | Cortometraje |
| 2003 | Black Cadillac                                               |          |           |                        |                     | Auxiliar de cámara adicional |
| 2004 | Victoria para chino                                          | Sí       | Sí        |                        | Sí                  | Cortometraje |
| 2004 | The Adventures of Supernigger: Episode I - The Final Chapter |          |           | Sí                     |                     | Cortometraje |
| 2004 | Mating Call                                                  |          |           | Sí                     |                     | Cortometraje Asistente de cámara |
| 2004 | Mango Kiss                                                   |          |           |                        |                     | Maquinista |
| 2005 | Two Men                                                      |          |           | Sí                     |                     | Cortometraje |
| 2005 | Kinnaq Nigaqtuqtuaq                                          |          |           | Sí                     |                     | Cortometraje |
| 2005 | White                                                        |          |           | Sí                     |                     | Cortometraje |
| 2005 | Clear Water                                                  |          |           | Sí                     |                     | Cortometraje |
| 2006 | Death of Two Sons                                            |          |           | Sí                     |                     | Documental |
| 2006 | Autumn's Eyes                                                |          |           |                        |                     | Documental Cámara adicional |
| 2006 | Lockdown, USA                                                |          |           |                        |                     | Documental Fotografía adicional |
| 2007 | Team Queen                                                   |          |           | Sí                     |                     | Cortometraje |
| 2007 | Small Steps: Creating the High School for Contemporary Arts  |          |           | Sí                     |                     | Documental de televisión |
| 2008 | Sikumi (On the Ice)                                          |          |           | Sí                     |                     | Cortometraje |
| 2008 | Just Make Believe                                            |          |           |                        |                     | Cortometraje Gaffer |
| 2008 | Glory at Sea                                                 |          |           |                        |                     | Cortometraje Operador de cámara |
| 2009 | Sin nombre                                                   | Sí       | Sí        |                        |                     | Premio al mejor director en el Festival de Cine de Sundance Premio al mejor director revelación en el Festival Internacional de Cine de Edimburgo Nominado—Gran premio del jurado del Festival de Cine de Sundance: película dramática Nominado—Director más prometedor en los Chicago Film Critics Association Awards Nominado—Mejor director en los Independent Spirit Awards |
| 2009 | Chinatown Film Project                                       | Sí       | Sí        | Sí                     |                     | Cortometraje |
| 2011 | On the Ice                                                   |          |           |                        | Sí                  | |
| 2011 | Jane Eyre                                                    | Sí       |           |                        |                     | Nominado—Goya a la mejor película europea |
| 2012 | Sleepwalking in the Rift                                     | Sí       |           |                        |                     | Cortometraje |
| 2013 | Handmade                                                     |          |           | Sí                     |                     | Cortometraje documental |
| 2014 | True Detective                                               | Sí       |           |                        | Sí                  | Serie de televisión Premio Primetime Emmy a la mejor dirección - Serie dramática |
| 2014 | Sikumi                                                       | Sí       |           |                        |                     | Cortometraje |
| 2015 | Beasts of No Nation                                          | Sí       | Sí        | Sí                     |                     | |
| 2017 | It                                                           |          | Sí        |                        |                     | |
| 2018 | Maniac                                                       | Sí       | Sí        | Sí                     |                     | Serie de televisión |
| 2021 | 007: No Time to Die                                          | Sí       | Sí        |                        |                     | |